# 閩州
閩州（びんしゅう）は、中国にかつて存在した州。南北朝時代から唐代にかけて、現在の福建省に相当する地域に設置された。

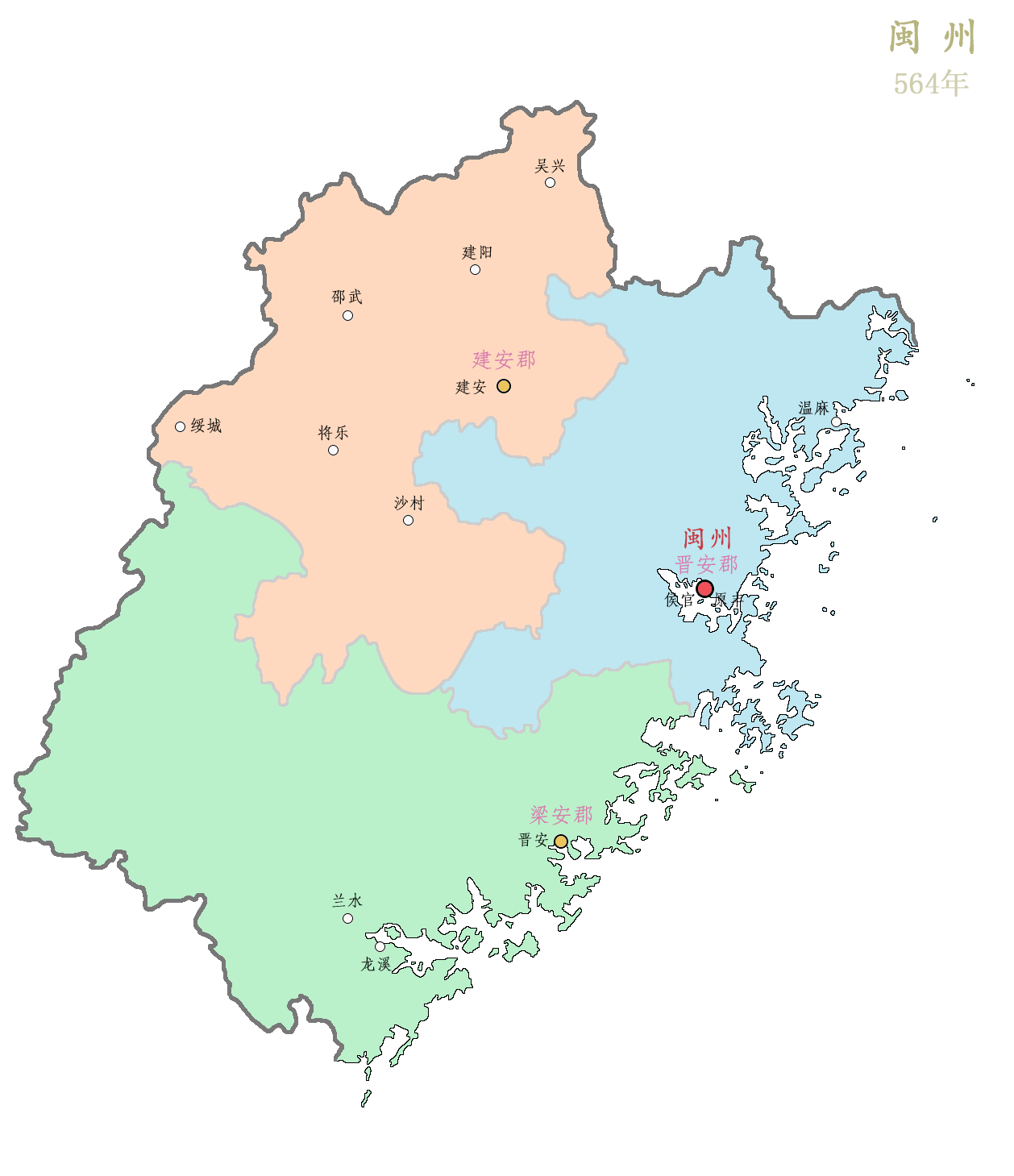
閩州（564年）

## 魏晋南北朝時代
南朝陳により閩州が立てられた。ほどなく閩州は廃止された。後に豊州が立てられた。

## 隋代
589年（開皇9年）、隋が南朝陳を滅ぼすと、豊州は泉州と改称され、その属郡は廃止された。606年（大業2年）、泉州は閩州と改称された。607年（大業3年）に州が廃止されて郡が置かれると、閩州は建安郡と改称され、下部に4県を管轄した。隋代の行政区分に関しては下表を参照。
| 隋代の行政区画変遷 | 隋代の行政区画変遷   | 隋代の行政区画変遷          | 隋代の行政区画変遷          | 隋代の行政区画変遷 | 隋代の行政区画変遷 | 隋代の行政区画変遷        |
| 区分               | 開皇元年             | 開皇元年                    | 開皇元年                    | 開皇元年           | 区分               | 大業3年                   |
| ------------------ | -------------------- | --------------------------- | --------------------------- | ------------------ | ------------------ | ------------------------- |
| 州                 | 豊州                 | 豊州                        | 豊州                        | 広州               | 郡                 | 建安郡                    |
| 郡                 | 晋安郡               | 建安郡                      | 南安郡                      | 義安郡             | 県                 | 閩県 建安県 南安県 竜渓県 |
| 県                 | 原豊県 侯官県 温麻県 | 建安県 呉興県 建陽県 沙村県 | 晋安県 竜渓県 蘭水県 莆田県 | 綏安県             | 県                 | 閩県 建安県 南安県 竜渓県 |

## 唐代
623年（武徳6年）、唐により隋の建安郡閩県の地に泉州が置かれた。711年（景雲2年）、泉州は閩州と改称された。725年（開元13年）、閩州は福州と改称された。